# Agua Rica
Agua Rica är en ort i Mexiko.   Den ligger i kommunen Ixtlahuacán del Río och delstaten Jalisco, i den centrala delen av landet, 400 km väster om huvudstaden Mexico City. Agua Rica ligger 1 741 meter över havet och antalet invånare är 166.
Terrängen runt Agua Rica är kuperad åt sydväst, men åt nordost är den platt. Runt Agua Rica är det ganska tätbefolkat, med 54 invånare per kvadratkilometer. Närmaste större samhälle är Ixtlahuacán del Río, 6,3 km nordväst om Agua Rica. Omgivningarna runt Agua Rica är en mosaik av jordbruksmark och naturlig växtlighet.